# Château de Bardonenche
Le château de Bardonenche (ou de Bardonnenche) est un château situé sur le territoire de la commune de Monestier-de-Clermont dans le département de l'Isère et la région Auvergne-Rhône-Alpes en France.

## Histoire
Le château de Bardonenche a été édifié en 1590 par la famille de Clermont-Tonnerre, puis le bâtiment devint ensuite un relais de chasse du Dauphin de Viennois. Ce premier château, dont il ne reste plus aucune trace, se situait au-dessus du site actuel, à flan de colline.
Le château actuel a été acquis par le vicomte Alexandre II de la famille de Bardonnenche en 1679. Ravagé par un incendie en 1770, il sera reconstruit ainsi que ses dépendances par cette famille. Les Bardonenche conserveront leur château durant tous le XVIIIe siècle et le revendront en 1828.

## Description

### Porche
Un porche monumental est situé au niveau de l'ancienne entrée au niveau d'une petite rue proche de l'église menant aux communs. Depuis le sud, le château présente une agréable façade symétrique, reconstruite à la fin du XVIIIe siècle, constituée d'un bâtiment central orné d'un fronton et flanqué de deux pavillons.

### Édifice principal
L'ensemble est constituée d'un bâtiment central dont la façade sud, très symétrique, est marqué par un fronton à tympan sculpté et flanqué de deux pavillons. Les toitures en tuiles à écailles sont surmontées d'épis de faîtage.

## Visites
À l'occasion des Journées européennes du patrimoine, organisées en septembre 2016, le château a été mis à l'honneur dans une reconstitution historique en costumes d'époque. 150 personnes ont ainsi pu découvrir l'histoire et le patrimoine local.
Il s'agit d'une propriété privée, ordinairement non ouvert aux visites mais en juin 2024, une visite exceptionnelle a été proposée au public.